# Samuel Eilenberg
Samuel Eilenberg (n. 30 septembrie 1913 la Varșovia - d. 30 ianuarie 1998 la New York) a fost un matematician american de origine poloneză.
Este cunoscut pentru faptul că în 1950 a pus bazele omologiei prin lucrarea Homological Algebra (apărută la Princeton University Press).
Prin aceasta, a adus o contribuție importantă în dezvoltarea algebrei omologice din topologia algebrică.
În 1944 a introdus noțiunea de functor și cea de categorie în teoria spațiilor topologice, care, ulterior, au fost extinse și în alte domenii ale matematicii, fiind încorporate mai târziu în algebra modernă.
A creat spațiile topologice cunoscute ulterior sub denumirea de spații Eilenberg.
În 1966 a participat la Congresul Internațional al Matematicienilor de la Moscova, unde a făcut o comunicare importantă din domeniul algebrei moderne.